# Tepilia biluna
Tepilia biluna är en fjärilsart som beskrevs av Walker 1855. Tepilia biluna ingår i släktet Tepilia och familjen silkesspinnare. Inga underarter finns listade i Catalogue of Life.